# Jazzurekcja
Jazzurekcja – piąty album polskiego rapera i producenta muzycznego O.S.T.R.-a. Ukazał się 18 listopada 2004 roku nakładem wytwórni Asfalt Records. Na płycie znalazły się 22 utwory. W całości utrzymana w konwencji ego-tripping, jest drugą płytą tego autora zainspirowaną muzyką jazz. Nagrania dotarły do 5. miejsca listy OLiS.
W 2004 roku album uzyskał nominację do nagrody polskiego przemysłu fonograficznego Fryderyka w kategorii "najlepszy album hip-hop/R&B". 27 listopada 2009 roku ukazał się dwupłytowy album pt. Jazzurekcja: Addendum. Na wydawnictwie znalazły się m.in. tzw. instrumentale oraz wersje demo piosenek z Jazzurekcji.
Wydawnictwo uzyskało status złotej płyty.

## Lista utworów
Opracowano na podstawie materiału źródłowego.
1. "Dym" (produkcja: O.S.T.R.) – 3:49[A]
2. "Jazzurekcja" (produkcja: O.S.T.R.) – 4:33
3. "Odzyskamy Hiphop" (produkcja: O.S.T.R., scratche: DJ Haem) – 3:44
4. "Kilka wersów dla ludzi" (produkcja: O.S.T.R.) – 2:40
5. "Dla zakochanych" (produkcja: O.S.T.R., scratche: DJ Haem) – 4:07
6. "Bajera" (produkcja: O.S.T.R., scratche: DJ Haem) – 2:35[B]
7. "Apacz" (produkcja: O.S.T.R., scratche: DJ Haem) – 2:58[C]
8. "Poszukiwacze wosku" (produkcja: O.S.T.R., scratche: DJ Haem) – 3:37
9. "Państwo" (produkcja: O.S.T.R., scratche: DJ Haem) – 3:16
10. "Mam plan" (produkcja: O.S.T.R., scratche: DJ Haem) – 3:24
11. "Mózg" (produkcja: O.S.T.R.) – 3:50
12. "Małe piwo" (produkcja: O.S.T.R., scratche: DJ Haem) – 3:40
13. "Historia" (produkcja: O.S.T.R., scratche: DJ Haem) – 3:36
14. "Nieważne" (produkcja: O.S.T.R., scratche: DJ Haem) – 4:42
15. "W nasłuchiwaniu ciszy" (produkcja: O.S.T.R., scratche: DJ Haem) – 3:22[D]
16. "Komix" (produkcja: O.S.T.R.) – 3:13[E]
17. "Tajemnica skreczy" (produkcja: O.S.T.R., scratche: DJ Haem) – 3:20[F]
18. "Zoom" (produkcja: O.S.T.R., scratche: DJ Haem) – 4:05
19. "Karambol" (produkcja: O.S.T.R.) – 2:53
20. "Sen" (produkcja: O.S.T.R.) – 3:11[G]
21. "To jest nasze" (produkcja: O.S.T.R., scratche: DJ Haem) – 4:22
22. "Planeta jazzu" (produkcja: O.S.T.R.) – 4:20

Notatki
- A^ W utworze wykorzystano sample z piosenki "Wheelz of Steel" w wykonaniu OutKast[8].
- B^ W utworze wykorzystano sample z piosenki "This Exists" w wykonaniu zespołu Azymuth[9].
- C^ W utworze wykorzystano sample z piosenki "The Colorado Trail" w wykonaniu Dave’a Grusina[10].
- D^ W utworze wykorzystano sample z piosenki "The Colorado Trail" w wykonaniu Dave’a Grusina[11].
- E^ W utworze wykorzystano sample z piosenki "Hair" w wykonaniu  Jamesa Lasta[12].
- F^ W utworze wykorzystano sample z piosenki "Red Autumn Trees" w wykonaniu String Connection[13].
- G^ W utworze wykorzystano sample z piosenki "Jazz Carnival" w wykonaniu zespołu Azymuth[14].

| Jazzurekcja: Addendum (CD1) |
| --- |
| 1. "Intro" – 1:22 2. "Lustro" – 3:12 3. "Historia" (Remix) – 3:08 4. "Kawałek dla Haema" – 3:14 5. "Intrumental 1" – 1:24 6. "Asfalt produkcja" – 3:58 7. "Państwo" (Alternative Version) – 3:17 8. "Freestyle sesja" – 2:47 9. "Reprezentuj 2004" – 4:39 10. "Demo" – 2:46 11. "Zoom" (Alternative Version) – 4:29 12. "Intrumental 2" – 3:46 13. "Komix" (Alternative Version) – 4:09 14. "Czas" – 3:23 15. "Nie potrafię gwizdać" (Alternative Version) – 3:27 16. "Intrumental 3" – 1:37 17. "Nie mamy czasu" (Alternative Version) – 4:10 18. "Ze wschodu na zachód" (Alternative Version) – 3:54 |

| Jazzurekcja: Addendum (CD2) |
| --- |
| 1. "Dym" (Instrumental) – 3:51 2. "Jazzurekcja" (Instrumental) – 2:19 3. "Odzyskamy hip-hop" (Instrumental) – 1:56 4. "Kilka wersów dla ludzi" (Instrumental) – 1:38 5. "Dla zakochanych" (Instrumental) – 1:33 6. "Bajera" (Instrumental) – 1:35 7. "Apacz" (Instrumental) – 1:42 8. "Poszukiwacze wosku" (Instrumental) – 2:02 9. "Państwo" (Instrumental) – 1:32 10. "Mam plan" (Instrumental) – 1:13 11. "Mozg" (Instrumental) – 2:41 12. "Małe piwo" (Instrumental) – 1:50 13. "Historia" (Instrumental) – 1:45 14. "Nie ważne" (Instrumental) – 1:02 15. "Komix" (Instrumental) – 2:25 16. "W nasłuchiwaniu ciszy" (Instrumental) – 1:59 17. "Tajemnica skreczy" (Instrumental) – 2:09 18. "Zoom" (Instrumental) – 2:15 19. "Karambol" (Instrumental) – 1:42 20. "Sen" (Instrumental) – 1:56 21. "To jest nasze" (Instrumental) – 2:51 22. "Planeta jazzu" (Instrumental) – 1:38 |